# OMON

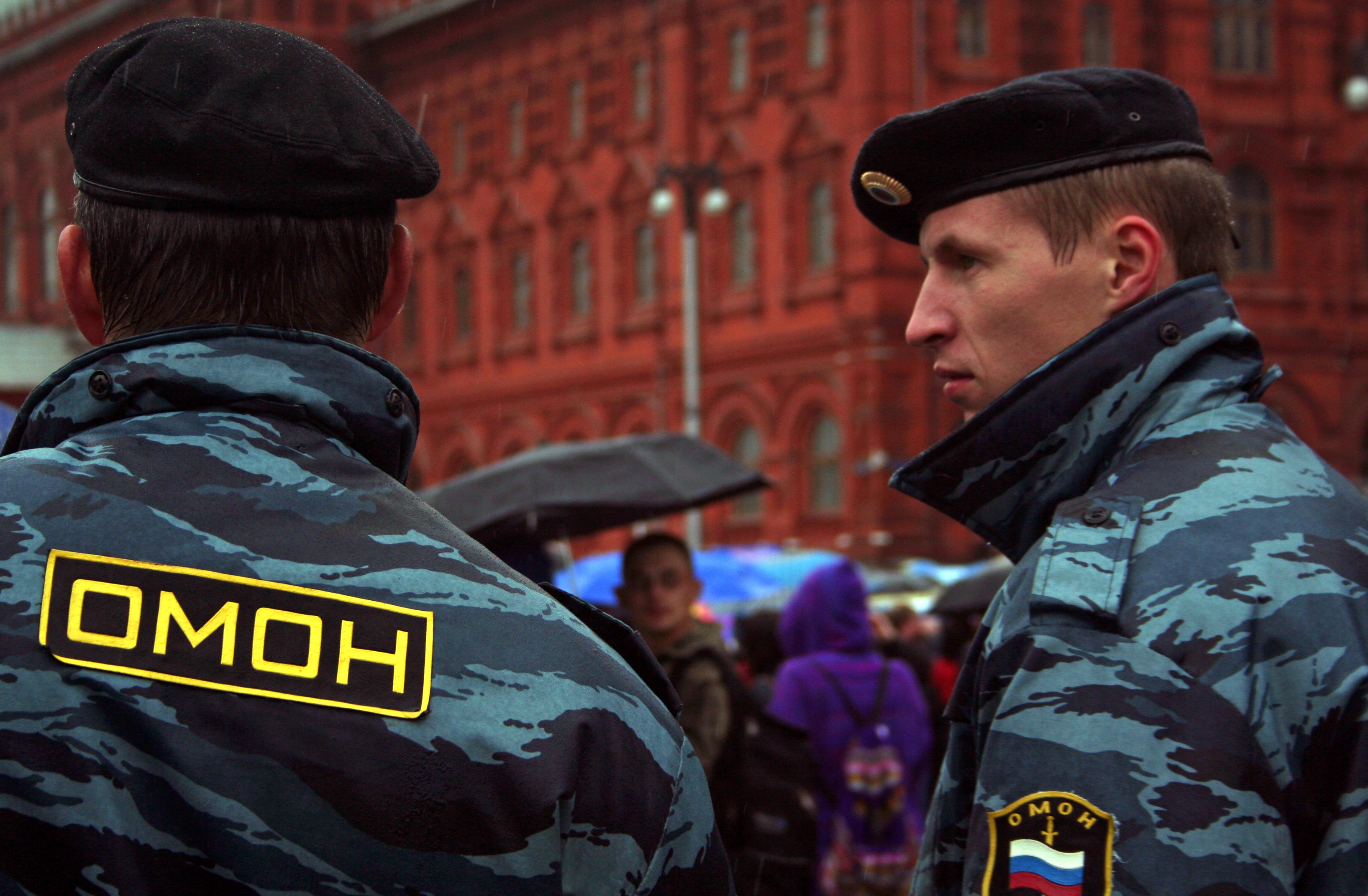
OMON-leden op het Rode Plein te Moskou

OMON (Russisch: отряд мобильный особого назначения, otrjad mobilnij osobogo naznatsjenija, "Mobiele Eenheid voor Bijzondere Taken") is de oproerpolitie	van Rusland en voorheen van de Sovjet-Unie. In de Sovjet-Unie viel ze onder het ministerie van binnenlandse zaken. Sinds 2008 is er in elke oblast van Rusland een eenheid van de OMON. Ook in de meeste grote steden is er een eenheid. Zo is er een eenheid in de stad Moskou maar nog twee andere in de oblast Moskou. 
Sinds 2011 hebben de Russische OMON-eenheden een andere naam: KON, terwijl de OMSN-eenheden KSN heten. Alle spetsnazeenheden vallen onder het ministerie van binnenlandse zaken.

## Geschiedenis
De OMON werd opgericht in 1979 voor de Olympische Zomerspelen 1980 te Moskou. Zij moesten terrorisme verijdelen zoals dat voorgevallen was in het Bloedbad van München tijdens de Olympische Zomerspelen 1972. De OMON rekruteerde onder oudgedienden van het Rode Leger en veteranen van de Afghaanse Oorlog (1979-1989).
Op 20 januari 1991 viel de OMON te Riga het ministerie van binnenlandse zaken van het zichzelf onafhankelijk verklaard hebbende Letland aan, waarbij zes doden vielen. Van januari tot juli 1991 viel de OMON grensposten van Litouwen aan, eveneens een Sovjetstaat die zich onafhankelijk had verklaard; daarbij vonden acht douanebeambten en politiemensen de dood, zeven van hen bij Medininkai.
Van april tot mei 1991 vocht de OMON van Azerbeidzjan in Nagorno-Karabach tegen strijders van Armenië met tientallen doden tot gevolg en gedwongen verhuizing van duizenden etnische Armeniërs.
In 1993 trad de OMON te Moskou op tegen betogers tegen Boris Jeltsin, waarbij ze onder meer leden van de Opperste Sovjet afsloegen.
De OMON trad op bij de gijzelingen in het hospitaal te Boedjonnovsk in 1995, in het Doebrovkatheater te Moskou in 2002 en in de school te Beslan in 2004.
In juni 2007 belette de OMON van Moskou een door burgemeester Joeri Loezjkov verboden betoging.
In augustus 2008 vocht de OMON van Zuid-Ossetië mee tegen Georgië.

### Oorlog in Tsjetsjenië
De OMON vocht mee in de oorlog in Tsjetsjenië. In februari 1996 namen de Tsjetsjenen 37 officieren van de OMON van Novosibirsk gevangen bij de gijzeling van Kizlyar - Pervomajskoje. 17 daarvan werden geruild tegen Tsjetsjeense gevangenen. In augustus 1996 werden 30 Tjetsjeense OMON-leden die aan Said-Magomed Kakijev gehoorzaamden gevangen en geëxecuteerd in Grozny. 
In maart 2000 werden 30 OMON-leden van Perm gedood in een hinderlaag te Zhani - Vedeno.
In juli 2000 vielen meer dan 100 doden onder OMON-leden van Tsjeljabinsk bij een bomaanslag op hun basis te Argoen.
In 2007 vielen vijf doden toen de OMON van Tsjetsjenië onder Ramzan Kadyrov vocht met de GROe van Kakijev.

## OMON-eenheden in andere landen
Er bestaan ook nog eenheden van OMON in Wit-Rusland. Op 24 maart 2006 bestormde de OMON van Wit-Rusland het tentenkamp van de oppositie tegen Aleksandr Loekasjenko op het Oktoberplein te Minsk. In Oekraïne had je de Oekraïense oproer-politie, de Berkoet. Deze eenheid was de opvolger van OMON en werd ontbonden na de Oekraïense revolutie in 2014.